# Filiberto Ascuy Aguilera
Filiberto Ascuy Aguilera (* 13. Oktober 1972 in Camagüey) ist ein ehemaliger kubanischer Ringer im griechisch-römischen Stil. Der 1,65 Meter große Sportlehrer war von 1993 bis 2004 international aktiv. 1996 und 2000 wurde er Olympiasieger und 2001 gewann er den Weltmeistertitel. Nach einem 6. Platz bei den Olympischen Spielen 2004 beendete er seine Karriere. Für seine Verdienste um den Ringersport wurde er 2004 in die FILA International Wrestling Hall of Fame aufgenommen.

## Erfolge
- Panamerikanischer Meister: 1993, 1994, 1997, 2000, 2001, 2004

- Panamerikanische Spiele: 
  - 1. Platz: 1995, 2003
  - 2. Platz: 1999

- Worldcup: 1995 
  - 2. Platz: 1996

- Weltmeisterschaften: 
  - 1. Platz: 2001
  - 2. Platz: 1998
  - 3. Platz: 1995, 1997, 2002

- Olympische Spiele: 
  - Gold: 1996, 2000